# Leonardo Zamudio
Leonardo Zamudio, auch bekannt unter dem Spitznamen Chanclas, ist ein ehemaliger (vermutlich mexikanischer) Fußballspieler auf der Position eines Stürmers.

## Leben
„Chanclas“ Zamudio gehörte in der Saison 1940/41 zur Meistermannschaft des Club Atlante in der zu jener Zeit noch auf Amateurbasis betriebenen Liga Mayor. In den folgenden zwei Spielzeiten stand Zamudio beim Stadtrivalen Asturias unter Vertrag.
Bei Einführung des Profifußballs in der Saison 1943/44 wechselte Zamudio zur Asociación Deportiva Orizabeña, für die er auch in der folgenden Spielzeit aktiv war. In seiner letzten bekannten Saison 1945/46 spielte Zamudio beim CF Monterrey, der sich aufgrund mehrerer Schicksalsschläge am Ende derselben Saison aus dem Profifußball zurückzog.